# الشكر لله (كتاب)
الشكر لله عز وجل لابن أبي الدنيا هو كتاب من تأليف الإمام والحافظ أبي بكر ابن أبي الدنيا البغدادي، في علم الحديث خصه بالكلام على الشكر من باب الزهد. نُشِر عام 1400 هـ - 1980 م مِن المكتب الإسلامي بالكويت بتحقيق بدر البدر. ومرة أُخرى نُشِر عام 1414 هـ - 1993 م من مؤسسة الكتب الثقافية بتحقيق محمد السعيد زغلول. وهو يحتوي على 208 حديث.

## مقدمة الكتاب
يبدأ الكتابة بـ:
| الشكر لله (كتاب) | بِسْمِ اللَّهِ الرَّحْمَنِ الرَّحِيمِ اللَّهُمَّ يَسِّرْ بِرَحْمَتِكَ يَا أَرْحَمَ الرَّاحِمِينَ حَدَّثَنَا الشَّيْخُ الْفَقِيهُ الإِمَامُ الأَجَلُّ ، الْعَالِمُ الْعَامِلُ ، الصَّالِحُ الْمُتْقِنُ ، بَقِيَّةُ السَّلَفِ الصَّالِحِ ، أَبُو الْحَسَنِ عَلِيُّ بْنُ خَلَفِ بْنِ مَعْزُوزِ بْنِ فُتُوحٍ الْمَالِكِيُّ التِّلْمِسَانِيُّ الْمَعْرُوفُ بِالْكَوْمِيِّ أَدَامَ اللَّهُ تَوْفِيقَهُ ، قِرَاءَةً مِنِّي عَلَيْهِ بِمِصْرَ فِي خَامِسِ رَبِيعٍ الأَوَّلِ سَنَةَ تِسْعِينَ وَخَمْسِ مِائَةٍ ، قَالَ : قَرَأْتُ عَلَى الشَّيْخِ الثِّقَةِ الأَمِينِ أَبِي بَكْرٍ عَبْدِ اللَّهِ بْنِ مُحَمَّدِ بْنِ أَحْمَدَ بْنِ النَّقُّورِ فِي يَوْمِ السَّبْتِ ثَالِثِ مُحَرَّمٍ سَنَةَ خَمْسٍ وَسِتِّينَ وَخَمْسِ مِائَةٍ بِدَارِ الْخِلَافَةِ الْمُعَظَّمَةِ بِمَنْزِلِهِ بِهَا بِبَغْدَادَ ، قُلْتُ : أَخْبَرَكُمُ الشَّيْخُ أَبُو سَعْدٍ مُحَمَّدُ بْنُ عَبْدِ الْكَرِيمِ بْنِ خَشِيشٍ بِقِرَاءَتِكَ عَلَيْهِ فِي سَنَةِ خَمْسِ مِائَةٍ ، قَالَ : أَنَا أَبُو عَلِيٍّ الْحَسَنُ بْنُ أَحْمَدَ بْنِ إِبْرَاهِيمَ بْنِ الْحَسَنِ بْنِ شَاذَانَ... | الشكر لله (كتاب) |

## الفهرست
- ما أنعم الله على عبده نعمة في أهل أو مال أو ولد فيقول: ما شاء الله لا قوة إلا بالله، فيرى.
- أحسني جوار نعم الله، فإنها قلما نفرت عن أهل بيت فكادت أن ترجع إليهم.
- لا يرزق الله عبدا الشكر فيحرمه الزيادة، لأن الله يقول: {لئن شكرتم لأزيدنكم}.
- اللهم أعني على ذكرك، وشكرك، وحسن عبادتك.
- كيف لي أن أشكرك، وإني لا أصل شكرك إلا بنعمتك؟ قال: فأتاه الوحي: أن يا داود، أليس تعلم أن.
- كيف لي أن أشكرك وأصغر نعمة وضعتها عندي من نعمك لا يجازي بها عملي كله؟ قال: فأتاه الوحي:.
- ما قال عبد قط: الحمد لله إلا وجبت عليه نعمة بقوله الحمد لله فما جزاء تلك النعمة؟ جزاؤها.
- إن الله أنعم على العباد على قدره، وكلفهم الشكر على قدرهم.
- إنك لتحمد الله على نعمة عظيمة.
- ما قال عبد كلمة أحب إليه وأبلغ في الشكر عنده من أن يقول: الحمد لله الذي أنعم علينا.
- الحمد لله، اللهم ربنا لك الحمد كما خلقتنا، ورزقتنا، وهديتنا، وعلمتنا، وأنقذتنا، وفرجت.
- كيف يستطيع آدم أن يؤدي شكر ما صنعته إليه؟ خلقته بيدك، ونفخت فيه من روحك، وأسكنته جنتك.
- كان علي إذا دخل الخلاء قال: بسم الله الحافظ المؤدي، وإذا خرج مسح بيديه بطنه ثم قال: يا.
- سمي نوح عليه السلام عبدا شكورا؛ لأنه لم يلبس جديدا، ولم يأكل طعاما إلا.
- الحمد لله الذي يطعم ولا يطعم، من علينا فهدانا، وأطعمنا وسقانا، وكل بلاء حسن أبلانا، الحمد.
- اللهم إني أعوذ بك من زوال نعمتك، وفجأة نقمتك، وتحول عافيتك، وجميع سخطك.
- إن الله ليمتع بالنعمة ما شاء، فإذا لم يشكر قلبها عليهم عذابا.
- إن النعمة موصلة بالشكر، والشكر معلق بالمزيد، وهما مقرونان في قرن، فلن ينقطع المزيد من.
- الشكر ترك المعاصي.
- كل نعمة لا تقرب من الله فهي بلية.
- ذكر النعمة يورث الحب لله.
- ألا تدخل بيتا دخله رسول الله صلى الله عليه وسلم ونطعمك سويقا وتمرا؟ ثم قال: إن الله عز.
- إني لأرجو أن لا يقعد الله عبدا بين يديه فيعذبه.
- يؤتى بالنعم يوم القيامة والحسنات والسيئات فيقول لنعمة من نعمه: خذي حقك من حسناته، فما.
- لو أن لكل شعرة مني لسانين يسبحانك الليل والنهار ما قضيت نعمة من نعمك.
- ينزل بالعبد الأمر فيدعو فيصرفه عنه، فيأتيه الشيطان فيضعف شكره، فيقول: إن الأمر كان أيسر.
- قيدوا النعم بالشكر.
- لأن أعافى فأشكر أحب إلي من أن أبتلى فأصبر.
- إن كان هؤلاء تقبل منهم صيامهم فما هذا فعل الشاكرين، وإن كان هؤلاء لم يتقبل منهم صيامهم.
- تقووا بهذه النعم التي أصبحتم فيها على الهرب من نار الله الموقدة، التي تطلع على الأفئدة.
- إذا رأيت سابغ نعمه عليك وأنت تعصيه، فاحذره.
- إذا رأيت الله عز وجل يعطي العباد على ما يشاءون على معاصيهم إياه، فذلك استدراج منه.
- أكثروا ذكر هذه النعمة، فإن ذكرها شكر.
- أربع من أعطيهن فقد أعطي خير الدنيا والآخرة: قلب شاكر، ولسان ذاكر، وبدن على البلاء صابر.
- ما يعبأ الله بهذه، قال: فأنطقها الله فقالت: يا داود، أتعجبك نفسك، فوالذي نفسي بيده، لأنا.
- إن داود نبي الله ظن في نفسه أن أحدا لم يمدح خالقه أفضل مما مدحه، وأن ملكا نزل وهو قاعد في.
- الحمد لله حمدا كما ينبغي لكرم وجه ربي عز جلاله، فأوحى الله إليه: يا داود، أتعبت.
- كنت أسألك فتشكر الله، وإني سألتك اليوم فشككت في الشكر.
- لا يزال لسانك رطبا من ذكري.
- أصبحت بين نعمتين لا أدري أيهما أفضل؟: ذنوب سترها الله فلا يستطيع أن يعيرني بها أحد، ومودة.
- الشكر ترك المعصية.
- كم من نعمة أنعمتها علي قل لك عندها شكري، وكم من بلية ابتليتني بها قل لك عندها صبرى، فيا.
- خيري ينزل إليك، وشرك يصعد إلي، وأتحبب إليك بالنعم، وتتبغض إلي بالمعاصي، ولا يزال ملك كريم.
- خيرك إلي نازل، وشري إليك صاعد، وكم ملك كريم قد صعد إليك بعمل قبيح، أنت مع غنائك عني تتحبب.
- أصبحنا مغرقين في النعم، موقرين من الشكر، يتحبب إلينا ربنا وهو عنا غني، ونتمقت إليه ونحن.
- من كرمك أنك تطاع فلا تعصى، ومن حلمك أنك تعصى كأنك لا ترى، وأي زمن من لم يعصك فيه سكان.
- ما أنعم الله على عبد نعمة فعلم أنها من عند الله إلا كتب له شكرها، وما علم من عبد ندامة.
- من لبس ثوبا جديدا فقال: بسم الله والحمد لله، غفر له، وسمعته يقول: من أكل طعاما فقال: بسم.
- ما من عبد توكل بعبادة الله إلا غرم السماوات والأرض، يعني رزقه، فجعله في يدي بني آدم.
- إذا أنعم الله على عبده نعمة أحب أن يرى أثر نعمته على عبده.
- كلوا، واشربوا، وتصدقوا في غير مخيلة ولا سرف؛ فإن الله يحب أن يرى أثر نعمته على.
- هل لك مال؟ قلت: نعم قال: من أي المال؟ قلت من كل المال، قد آتاني الله من الإبل، والخيل.
- إن الله يحب أن يرى أثر نعمته على عبده في مأكله ومشربه.
- من أعطي خيرا فرؤي عليه سمي حبيب الله، محدثا بنعمة الله، ومن أعطي خيرا فلم ير عليه سمي.
- لو رأيت ما نزل بنا هاهنا زمن الحجاج؟ فقال: مررت كأنك لم تدع إلى ضر مسك، أرجع فاحمد الله.
- من عرف نعمة الله بقلبه، وحمده بلسانه، لم يستتم ذلك حتى يرى الزيادة، لقول الله عز وجل.
- إذا كنت تتقلب في نعمتي وأنت تتقلب في معصيتي فاحذرني لا أصرعك بين معاصيك، يا ابن آدم اتقني.
- الشكر نصف الإيمان، والصبر نصف الإيمان، واليقين الإيمان كله.
- لا تضركم دنيا إذا شكرتموها.
- بلغني أن الله عز وجل إذا أنعم على قوم سألهم الشكر، فإذا شكروه كان قادرا على أن يزيدنهم.
- رب شاكر نعمة غيره ومنعم عليه ولا يدري، ويا رب حامل فقه غير فقيه.
- يعدد المصائب، وينسى النعم 63 - أنشدنا محمود الوراق في ذلك: يا أيها الظالم.
- التحدث بالنعم شكر، وتركها كفر، ومن لا يشكر القليل لا يشكر الكثير، ومن لا يشكر الناس لا.
- لأن أعافى وأشكر أحب إلي من أن أبتلى فأصبر.
- الحمد لله، استغفر الله، قال: فانتظرته حتى وضع ما على ظهره، وقلت له: ما تحسن غير ذا؟ قال.
- اللهم إني أعوذ بك أن أبدل نعمك كفرا، أو أكفرها بعد معرفتها، أو أنساها فلا أثني.
- ما لي أسمع الجن خيرا منكم جوابا لردها منكم؟ ما أتيت على قول {فبأي آلاء ربكما تكذبان}.
- ما لي أراكم سكوتا؟ للجن كانوا أحسن منكم ردا، ما قرأت عليهم من مرة: {فبأي آلاء ربكما}.
- الحمد لله الذي جعله عذبا فراتا برحمته، ولم يجعله أجاجا.
- كان يقول ذلك إذا شرب الماء.
- لا آكل الخبيص، أو الفالوذج، لا أقوم بشكره، قال: فلقيت الحسن فقلت له في ذلك، فقال الحسن.
- أفلا أكون عبدا شكورا.
- لم تأت على القوم إلا وفيهم مصل.
- الحمد لله الذي كساني ما أواري به عورتي، وأتجمل به في حياتي، ثم مد يده فنظر إلى كل شيء.
- لا أرجع حتى أشتري قميصا جديدا وألبسه وأحمد الله. قال مسعر: يرجو الثواب.
- إني روأت في أمري فلم أر خيرا لا شرا معه إلا المعافاة والشكر، فرب شاكر بلاء في بلاء، ورب.
- الستر من العافية.
- من نعم الله على العبد أن يكون مأمونا على ما جاء به.
- ما أصيب عبد بمصيبة إلا كان لله عليه فيها ثلاث نعم: أن لا تكون كانت في دينه، وأن لا تكون.
- ليس بفقيه من لم يعد البلاء نعمة، والرخاء مصيبة.
- مما يجب لله على ذي النعمة بحق نعمته ألا يتوصل بها إلى معصيته.
- إذا كان شكري نعمة الله نعمة... علي وفي أمثالها يجب الشكر فكيف وقوع الشكر إلا بفضله.
- المؤمن عندي بمنزلة كل خير، يحمدني وأنا أنزع نفسه من بين جنبيه.
- الحمد لله الذي لا يحمد على مكروه سواه.
- ما هذا أجر أنعم الله عليك.
- كلما أنعمت علي نعمة قل عندها شكري، وكلما ابتليتني ببلية قل عندها صبرى، فيا من قل شكري عند.
- إني لأرجو أن لا يهلك عبد بين اثنتين: نعمة يحمد الله عليها، وذنب يستغفر.
- فلتكن التقوى من بالك على كل حال، وخف الله في كل نعمة عليك لقلة الشكر عليها مع المعصية.
- ذكرت أهل الجنة، وأهل النار، فشبهت أهل الجنة بأهل العافية، وأهل النار بأهل البلاء، فذلك.
- إذا أحب أحدكم أن يعلم قدر نعمة الله عليه فلينظر إلى من تحته، ولا ينظر إلى من هو.
- من لم يعرف نعمة الله عليه إلا في مطعمه ومشربه فقد قل علمه، وحضر عذابه.
- سلم على رجل فرد عليه السلام، فقال عمر للرجل: كيف أنت؟ قال الرجل: أحمد الله إليك، قال عمر.
- لعلنا نلتقي في اليوم مرارا نسأل بعضنا ببعض، وأن نتقرب بذلك إلا لنحمد.
- وأسبغ عليكم نعمه ظاهرة وباطنة} [لقمان: 20] قال: لا إله إلا الله.
- ما أنعم الله على العباد نعمة من أن عرفهم أن لا إله إلا الله، قال: وإن لا إله إلا الله لهم.
- أصبحتم زهرا وأصبح الناس غبرا، وأصبح الناس ينسجون وأنتم تلبسون، وأصبح الناس يعطون وأنتم.
- يا لها من نعمة ما أسبغها، يا لها من كرامة ما أظهرها، وأنه ما زال عن جادة قوم شيء أشد.
- ما قال عبد الحمد لله، إلا وجبت عليه نعمة بقوله: الحمد لله، قال: فما جزاء تلك النعمة؟ قال.
- أحمده على ما لو أعطى به الخلق لم أعطهم إياه به، قال: وما ذاك؟ قال: أرأيت بصرك؟ أرأيت.
- أيسرك ببصرك هذا الذي تبصر به مائة ألف درهم؟ قال: الرجل لا، قال: فبيديك مائة ألف؟ قال.
- الصحة غنى الجسد.
- أفضل الدعاء لا إله إلا الله، وأفضل الذكر الحمد لله.
- إن الحمد أكثر الكلام تضعيفا.
- إن سلمهم الله وغنمهم فإن لله علي في ذلك شكرا فقال: فلم يلبثوا أن غنموا وسلموا، فقال بعض.
- لئن ردها الله علي لأحمدنه بمحامد يرضاها، فما لبث أن أتي بها بسرجها ولجامها، فركبها، فلما.
- من قال: الحمد لله رب العالمين على كل نعمة كانت أو هي كائنة، خاصة أو عامة، فقد حمد الله.
- ما أكثر من يلقاني فيدعو لي بالخير، ما أعرفهم، وما صنعت إليهم خيرا قط، فقال أبو حازم: لا.
- إني أحبك، فقل: اللهم أعني على ذكرك، وشكرك، وحسن عبادتك، قال الصنابحي: قال لي معاذ: إني.
- أسألك تمام النعمة في الأشياء كلها، والشكر لك عليها حتى ترضى وبعد الرضا، والخيرة في جميع.
- ما أنعم الله على عبد نعمة فقال: الحمد لله، إلا كان ما أعطى أكثر مما أخذ، وبلغني عن سفيان.
- لنعم الله فيما زوى عنا من الدنيا من نعمة أفضل مما بسط لنا منها، وذلك أن الله لم يرضها.
- ينبغي للعالم أن يحمد الله على ما أعطاه، وأين يقع ما أعطاه، والحسنات تأتي عليه إلى ما.
- أنعم الله علينا في كذا، فعل بنا كذا، فعل بنا كذا.
- نسبغ عليهم النعم، ونمنعهم الشكر فقال غير سفيان: كلما أحدثوا ذنبا أحدثت لهم نعمة. قال ابن.
- ذلك مكر الله بالعباد المضيعين قال: فقال يونس: إن العبد إذا كانت له عند الله منزلة فحفظها.
- نعمة الله فيما زوى عني من الدنيا أعظم من نعمته علي فيما أعطاني منها، إني رأيته أعطاها.
- الحمد لله الذي سوى خلقه فعدله، وكرم صورة وجهي وحسنها، وجعلني من.
- بنعمة ربي، لا بما قدمت يداي، ولا بإرادتي، إنني كنت خاطئا.
- العافية الملك الخفي.
- وكم من مدخل لو مت فيه ... لكنت به نكالا في العشيرة وقيت السوء والمكروه فيه ... ورحت بنعمة.
- دعي عثمان إلى قوم اجتمعوا على ميتة لهم، فانطلق ليأخذهم، فتفرقوا قبل أن يبلغهم، فأعتق رقبة.
- أصبحت بين نعمتين أميل بينهما، لا أدري أيهما أفضل، ذنب ستره الله فأصبحت لا أخاف أن يعيرني.
- نعمة الله فيما زوى عني من الدنيا أفضل من نعمته فيما أعطاني.
- الحمد لله الذي أذاقني لذته، وأبقى منفعته في جسدي، وأخرج عني أذاه.
- فسمي عبدا شكورا.
- ما شكر العينين يا أبا حازم؟ قال: إن رأيت بهما خيرا أعلنته، وإن رأيت بهما شرا سترته، قال.
- إني أبشركم بما يسرني، أنه جاءني من نحو أرضكم عين لي فأخبرني أن قد نصر نبيه، وأهلك عدوه.
- ما ابتلى الله عبدا ابتلاء إلا كان لله عليه فيه نعمة ألا يكون ابتلاه بأشد.
- ما من الناس إلا مبتلى بعافية لينظر كيف شكره؟ ويبتليه لينظر كيف صبره؟.
- ينزل البلاء ليستخرج الدعاء.
- أنعم الله على عبد في حاجته أكثر من تضرعه إليه فيها.
- كان إذا جاءه أمر يسره خر ساجدا شكرا لله.
- لما تاب الله عليه سجد وألقى رداءه إلى الذي بشره.
- بشرت الحسن بموت الحجاج وهو مختف، فسجد.
- من صلى عليك صليت عليه، ومن سلم عليك سلمت عليه، فسجدت شكرا.
- متى شئت أن ترى، من النعمة عليك أكثر منها عليه رأيته، قال سلام: إي والله، إذا أغلقت عليك.
- اذكر المطروحين في الطريق، اذكر الذين لا مأوى لهم، ولا من يخدمهم، قال: ثم دخلت عليه بعد.
- كم عاملته تبارك اسمه بما يكره فعاملك بما تحب، قلت: ما لا أحصي ذلك كثرة، قال: فهل قصدت.
- ما كان الله لينعم على عبد في الدنيا فيفضحه في الآخرة، وحق على المنعم أن يتم على من أنعم.
- يحق على المنعم أن يتم على من أنعم عليه.
- الله أكرم من أن ينعم بنعمة إلا أتمها، أو يستعملها بعمل إلا قبله.
- أنا في شيء قد شغل قلبي، قلت: ما هو؟ قالت: أريد أن أعرف نعمة الله علي طرفة عين، أو أعذب.
- إنه ليكون في المجلس الرجل الواحد يحمد الله فتنقضي لأهل ذلك المجلس حوائجهم.
- سروا عبدي المؤمن فكان لا يأتيه شيء يحبه إلا قال: الحمد لله، الحمد لله، ما شاء الله، قال.
- عبادتك خمسين سنة تعدل سكون هذا العرق.
- أخبرني ما أدنى نعمتك علي، فأوحى الله إليه: يا داود، تنفس فتنفس فقال: هذا أدنى نعمتي.
- ما أدري ما أقول، غير أنه ينبغي لهذا العبد أن لا يفتر عن الحمد والاستغفار، وابن آدم بين.
- ما أفضل الشكر؟ قال: أن تشكرني على كل حال.
- أتدري ماذا لله تعالى علي من هذه القرحة من نعمة؟ فأسكت قال: إذ لم يجعلها على حدقتي، ولا.
- أكثر الدعاء بالعافية.
- إن الناس لم يعطوا في هذه الدنيا شيئا أفضل من العفو والعافية، فسلوهما.
- أشهد أنك فرد أحد صمد، لم يلد، ولم يولد، ولم يكن له كفوا أحد، وأشهد أن وعدك حق، ولقاءك حق.
- من تمام النعمة فوزا من النار، ودخولا إلى الجنة.
- أكثروا سؤال العافية، فإن المبتلى وإن اشتد بلاؤه ليس بأحق بالدعاء من المعافى الذي لا يأمن.
- أحدثك بما أحفظ، فقرأت عليه، فقال: هو هو.
- إذا ذكر اسم الله على طعامه، وحمده على آخره، لم يسئل عن نعيم ذلك الطعام.
- اللهم ما أصبح بنا من نعمة، أو عافية، أو كرامة في دين أو دنيا جرت علينا فيما مضى، أو هي.
- اللهم لك الحمد بالإسلام، ولك الحمد بالقرآن، ولك الحمد بالأهل والمال، بسطت رزقنا، وأظهرت.
- انظروا إلى من هو أسفل منكم، فإنه أجدر ألا تزدروا نعمة الله عليكم.
- سمع حامد بحمد الله، ونعمته، وحسن بلائه علينا، ثلاثا، اللهم صاحبنا فأفضل علينا، ثلاثا.
- كن يقظانا، مرتادا لنفسك أخدانا، وكل خدن لا تؤتيك على مسرتي فلا تصحبه، فإنه لك عدو، وهو.
- خلق الله آدم حين خلقه فأخرج أهل الجنة من صفحته اليمنى، وأخرج أهل النار من صفحته اليسرى.
- من قال حين يصبح: اللهم ما أصبحت بي من نعمة، أو بأحد من خلقك، فمنك وحدك، لا شريك لك، فلك.
- من ابتلي فصبر، وأعطي فشكر، وظلم فغفر، ثم شكر ثم سكت قالوا: ما له يا رسول الله؟ قال: أولئك.
- أكثر ذكر الموت يسلك عما سواه، وعليك بالدعاء؛ فإنك لا تدري متى يستجاب لك، وعليك بالشكر.
- الحمد لله الذي هدانا، وأطعمنا، وسقانا، ونعمنا، الله أكبر، اللهم ألفتنا نعمك ونحن بكل شر.
- الحمد لله الذي أطعمني، وسقاني، وهداني، وكل بلاء حسن أبلاني، الحمد لله الرازق ذي القوة.
- الحمد لله الذي أطعم وسقى، وسوغه وجعل له مخرجا.
- رءوس النعم ثلاث، فأولها نعمة الإسلام التي لا تتم نعمة إلا بها، والثانية نعمة العافية التي.
- أبلانا الله في سفرنا كذا، ثم قال: وإن تعداد النعم من الشكر.
- الحمد لله على نعمته، فقال رجل مع وهب: أي شيء بقي عليك من النعمة تحمد الله عليها؟ فقال له.
- إذا أنعم الله على عبده نعمة فحمده عندها فقد أدى شكرها.
- أتي بختنصر بدانيال النبي عليه السلام فأمر به فحبس وضرى أسدين فألقاهما في جب معه، وطين.
- الحمد لله الذي خلقني فأحسن خلقي وخلقي، وزان مني ما شان من غيري.
- أنظر فما كان في وجهي زين وهو في غيري شين أحمد الله عليه.
- عمل رجل من أهل الكوفة بخلق دنيء فأعتق جارية له إذ عافاه الله من ذلك.
- وأمطر أهل الكوفة مطرا فهدمت منه البيوت فأعتق ابن أبي داود جارية له؛ شكرا لله إذ عافاه من.
- ما تمام النعمة؟ قال: أن تضع رجلا على الصراط ورجلا في الجنة.
- إذا أردت أن تعلم قدر ما أنعم الله عليك فغمض عينيك.
- أما الظاهرة فالإسلام، وأما الباطنة فستره عليكم بالمعاصي.
- لله عز وجل على أهل النار منة، ولو شاء أن يعذبهم بأشد من النار لعذبهم.
- لأن أعافى وأشكر أحب إلي من أن أبتلى فأصبر.
- جلساء الرحمن يوم القيامة من جعل فيه خصال الكرام، والسخاء، والحلم، والرحمة، والرأفة.
- من رأى صاحب بلاء فقال: الحمد لله الذي عافاني مما ابتلاك به، وفضلني عليك، وعلى جميع من خلق.
- الشكر يأخذ بحزم الحمد وأصله وفرعه، وينظر في نعم من الله في بدنه، وسمعه، وبصره، ويديه.
- ما أنعم الله على عبد من نعمة في الدنيا فشكرها لله، وتواضع بها لله، إلا أعطاه نفعها في.
- من لا يرى لله نعمة إلا في مطعم، أو مشرب، أو لباس، فقد قصر علمه، وحضر.
- ما أدري أي النعمتين أفضل علي وعليكم؟ نعمة المسلك، أم نعمة المخرج، إذ أخرجه الله منا، قال.
- ما من عبد يشرب من الماء القراح، فيدخل بغير أذى، ويخرج بغير أذى، إلا وجب عليه.
- يا لها من نعمة، تأكل بلذة، وتخرج سرحا، لقد كان ملك من ملوك هذه القرية يرى الغلام من.
- أصبح بنا من نعم الله ما لا نحصيه، مع كثرة ما نعصيه، فما ندري أيها نشكر؟ أجميل ما ظهر، أم.
- كتبت إليك وأنا مسرور مستور، فأنا بهما مغرور، ذنب ستره علي فقد طابت نفسي لي كأنه مغفور.
- أراك حببت إليك العزلة، فما يمنعك من مخالطة الناس؟ فقال: ما أشغلني عن الناس، قال: فأت ذا.
- عفا الله عنا وعنكم، لئن كنتم أصبحتم مستيقنين أن قد تقبل منكم هذا الشهر لقد كان لكم أن.
- لئن شكرتم لأزيدنكم} [إبراهيم: 7] قال: أي من طاعتي.
- أنا الصغير الذي ربيته فلك الحمد، وأنا الضعيف الذي قويته فلك الحمد، وأنا الفقير الذي.
- اختط لك الأنف فأقامه وأتمه، وحسن تمامه، ثم أدار منك الحدقة فجعلها بجفون مطبقة، وبأشفار.
- اللهم لك الحمد بما بسطت في رزقنا، وأظهرت أمننا، وأحسنت معافاتنا، ومن كل ما سألناك من صالح.
- وإن تعدوا نعمة الله لا تحصوها} [النحل: 18] قال: سبحان من لم يجعل في أحد من معرفة نعمته.
- ما أدري أنعمته علي فيما بسط علي أفضل، أم نعمته فيما زوى عني.
- خصلتان من كانتا فيه كتبه الله صابرا شاكرا، ومن لم يكونا فيه لم يكتبه صابرا ولا شاكرا، من.
- أربع خصال من كن فيه بنى الله له بيتا في الجنة، من كان عصمة أمره لا إله إلا الله، وإذا.
- لم يأكل شيئا قط إلا حمد الله، ولم يشرب شرابا قط إلا حمد الله، ولم يمش مشيا قط إلا حمد.
- إذا أكل قال: الحمد لله، وإذا شرب قال: الحمد لله، وإذا لبس قال: الحمد لله، وإذا ركب قال.
- لو لم يعذب الله على معصيته، لكان ينبغي أن لا يعصى لشكر نعمته.

## وصلات خارجية
- للتصفح أون لاين: كتاب الشكر لله لابن أبي الدنيا - موقع إسلام ويب
- للتصفح أون لاين: الشكر لابن أبي الدنيا - موقع المكتبة الشاملة